# Psittacella lorentzi
Psittacella lorentzi, "sudirmantigerpapegoja", är en fågelart i familjen östpapegojor inom ordningen papegojfåglar. Den betraktas oftast som underart till mångfärgad tigerpapegoja (Psittacella picta), men urskiljs sedan 2014 som egen art av Birdlife International, IUCN och Handbook of Birds of the World. Den kategoriseras av IUCN som livskraftig.
Fågeln förekommer enbart i Sudirmanbergen på västcentrala Nya Guinea.